# Nairn
Nairn (Gaelico scozzese: Inbhir Narann), è una cittadina nonché ex borgo reale nelle Highlands scozzesi, dislocata circa quindici miglia ad est di Inverness sulla costa del Moray Firth. Nairn, che denota un'area più larga della sola città, è anche comitato d'area del Concilio delle Highland ed un'area di Luogotenenza scozzese. La parrocchia ha una popolazione di 8 418 abitanti.

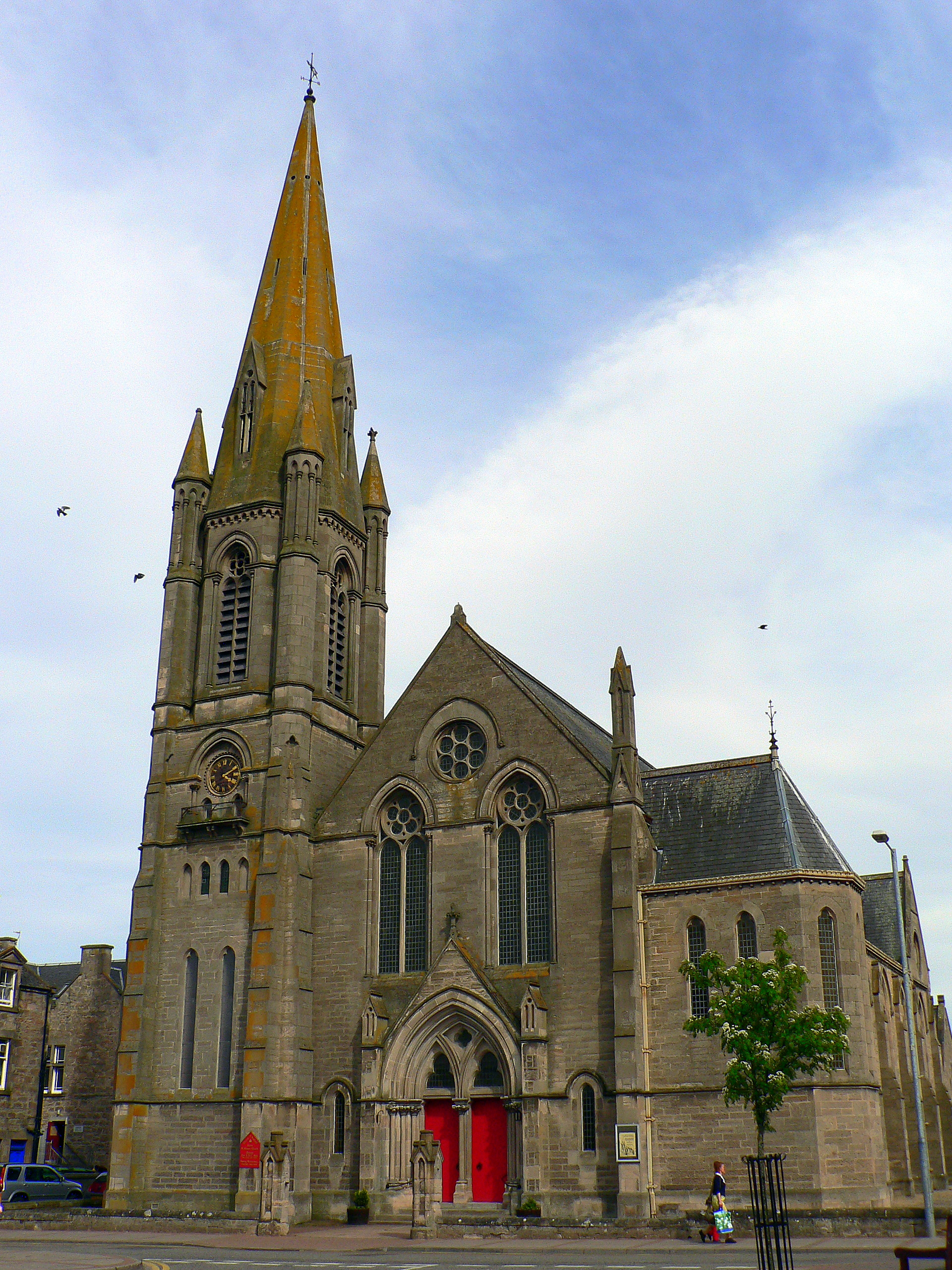
La Chiesa

Un antico porto da pesca ed un mercato cittadino. Re Giacomo VI, quando si recò a Londra per essere incoronato re d'Inghilterra, raccontò di come nel suo regno vi fosse una città la cui unica strada era talmente lunga, che la gente che viveva ad un capo di questa non capiva la lingua di quella residente all'altro capo. Si riferiva a Nairn, divisa nelle comunità Gaelico Scozzese e Scots. Una città divisa in due: il villaggio di pescatori dai vicoli stretti circonda un porto progettato da Thomas Telford mentre le residenze Vittoriane si trovano nel 'West End'. Si ritiene che il duca di Cumberland risiedette a Nairn la notte prima della battaglia di Culloden.
Nairn è oggi meglio nota come luogo di villeggiatura, con due campi da golf, un teatro (soprannominato "teatro piccolo) ed un  museo, che fornisce informazioni sulla regione e custodisce la collezione della precedente galleria Fishertown.
Nel 1645, durante la Guerra Civile Scozzese, la battaglia di Auldearn venne combattuta nei pressi di Nairn, fra Cavalieri (realisti) e Covenanti.
Nairn divenne una rispettabile e popolare cittadina di villeggiatura non prima del 1860. Il dottor John Grigor (del quale una statua è collocata a Viewfield) ricevette in dono un'abitazione in questa cittadina costiera, e vi si ritirò. Egli apprezzò il clima temperato e consigliò ai suoi facoltosi clienti di soggiornarvi. In seguito all'apertura della stazione ferroviaria, nel 1855, nuove case e nuovi alberghi vennero eretti nell'elegante West End. Charlie Chaplin era solito soggiornare ogni anno a Nairn in vacanza, e stava presso il Newton Hotel.
Nairn è rinomata come una località golfistica di rilevanza mondiale, con due campi da 18 buche.

## Cultura
La città allestisce inoltre il Festival Internazionale di Jazz ogni agosto, che solitamente ospita musicisti rinomati da tutto il mondo. Nel 2010 la premiata attrice Tilda Swinton, vincitrice di Oscar e residente a Nairn, ha creato un festival del film intitolato "Ballerina Ballroom Cinema of Dreams", che viene tenuto in un'antica sala della tombola nel centro della città stessa. Questo festival ha generato molta rinomanza nella stampa e localmente.
Nairn organizza anche il festival annuale Nairn Book & Arts festival, che ha luogo ogni giugno presso il Centro Comunitario delle Arti.
Nairn è sede del Little Theatre Archiviato il 16 ottobre 2013 in Internet Archive., gestito dal Nairn Drama Club, che fu fondato nel 1946. Ogni anno il Club produce una serie di show, di vario genere, con una pantomima natalizia che è il fulcro della serie. Il Teatro iniziò in locali dilapidati, ma questi furono poi restaurati e riaperti nel 2004.
Nairn offre uno dei più grandi eventi sportivi delle Highland del nord. Il primo fu tenuto nel 1867 ed è tuttora uno dei pochi la cui iscrizione è gratuita.